# Sana al-Sayegh
Sana al-Sayegh es la decana de la Facultad de Ciencia y Tecnología de la Universidad de Palestina. Ha representado a la universidad en diversas conferencias en todo el mundo.

## Conversión
La conversión de al-Sayegh del cristianismo al islam, en agosto de 2007, provocó controversia. Oficiales de Fatah acusaron a su rival político Hamás de secuestrar a al-Sayegh y forzarla a convertirse al islam. Hamás siempre negó esto.
En un encuentro con su madre en la casa oficial de Hamás, al-Sayegh dijo, "Sí, Dios me guió por el buen camino." La madre, sin embargo, afirmó que su hija había sido forzada a hacer esa declaración. Fuentes cercanas a la familia aseguran que al-Sayegh los había contactado para explicarles que había sido obligada a casarse con un profesor musulmán en la Universidad.
Ala Aklouk, un clérigo musulmán de la ciudad de Gaza, dijo que, habiendo hablado con la profesora, había llegado a la conclusión de que ella se había convertido por su propia voluntad. Negó las acusaciones de que se había convertido por su boda con un hombre musulmán. El clérigo aseguró que la profesora tenía miedo de contarle la conversión a su familia.
Hanan Matar, una activista que trabaja en el Centro Palestino por los Derechos Humanos en Gaza, dijo que se había reunido con al-Sayegh, y que ella negaba haberse convertido a causa de la boda. Describió el comportamiento de al-Sayegh como el de una "mujer religiosa musulmana".